# شهرستان فیلیپس (آرکانزاس)
شهرستان فیلیپس، آرکانزاس (به انگلیسی: Phillips County, Arkansas) شهرستانی در ایالات متحده آمریکا است که در آرکانزاس واقع شده‌است.

## خصوصیات
شهرستان فیلیپس ۱٬۸۸۲٫۹۳ کیلومترمربع مساحت دارد.